# Горбачёв, Василий Григорьевич
Васи́лий Григо́рьевич Горбачёв (4 апреля 1885 года, село Нарышкино, Саратовская губерния — 26 февраля 1938 года, Бутовский полигон) — священник, мученик (память 26 февраля и в Соборе новомучеников и исповедников Церкви Русской).

## Биография
Окончил церковно-приходскую школу. В 1905 году, не желая жениться, поступил в храм во имя Страстей Господних в Саратове, затем в течение восьми лет был певчим на клиросе в Свято-Даниловом монастыре (Москва). В 1913—1914 годах — эконом при архиерейском доме епископа Туркестанского и Ташкентского Иннокентия в Верном (ныне Алма-Ата). С 1914 года — псаломщик Александро-Невской семинарской церкви (Ташкент).
В 1915 году был мобилизован в армию, служил псаломщиком при полковой походной церкви. В 1917 году чудом избежал расстрела бандитами.
В августе 1918 года, после женитьбы, рукоположён во диакона. В 1923 году вернулся в Саратовскую губернию, но примириться с отцом, недовольным сыном за выбранный путь священнослужителя, опасный в то время, и супругой сына, неискусной в крестьянском труде, не удалось. Отец Василий уехал с семьёй в Саратов; служил диаконом в Петропавловском кафедральном соборе. В начале 1930-х годов из-за разразившегося в Поволжье голода переехал с семьёй в Московскую область — в село Марково, затем был назначен в церковь села Ильинский Погост Куровского района.
В 1936 году переведён в Никольскую церковь в селе Парфентьево Коломенского района, где, помимо дьяконства, занимался реставрацией настенных росписей. Осенью 1936 года настоятель церкви был арестован, и храм планировался к закрытию. По просьбе прихожан Василий был рукоположён во пресвитера. В начале 1937 года храм всё же был закрыт; 13 января 1938 года отец Василий был назначен в Преображенскую церковь в селе Большие Вязёмы Звенигородского района.
15 февраля 1938 года на праздник Сретения Господня был арестован; обыск результатов не дал. Содержался в можайской тюрьме, на допросе виновным себя в контрреволюционной деятельности и распространении клеветы в отношении советского правительства не признал. 19 февраля 1938 года тройкой НКВД приговорён к расстрелу, переведён в Таганскую тюрьму. Расстрелян 26 февраля 1938 года и погребён в безвестной могиле на полигоне Бутово под Москвой.

### Семья
Жена — Вера Трофимова.
Дети — Таисия, Елизавета и Виктор